# イリヤ・ピアテツキー＝シャピロ

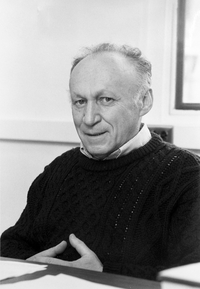
イリヤ・ピアテツキー＝シャピロ

イリヤ・ピアテツキー＝シャピロ（Ilya Piatetski-Shapiro、Илья Иосифович Пятецкий-Шапиро、Iľja Iosifovič Pjateckij-Šapiro、1929年3月30日 - 2009年2月21日）はロシア、イスラエルの数学者。ピアテスキー・シャピロとも。専門は保型形式、表現論。

## 功績
- 保型関数論に新しいアイディアを導入し数論、代数幾何学、無限次元リー群の表現を結びつけた。
- 三角級数の関数の一意性の拡大についてのSalemの問題の解決。
- 4次元非対称等質空間におけるCartanの問題の解決、（{\displaystyle C^{4}}、{\displaystyle C^{5}}において非対称等質Siegel領域の構成）と有界等質領域の分類。
- Abel多様体に関してはTate予想からHodge予想を導くPiatetski-Shapiroの定理を示した。
- K3曲面におけるTorelli型問題の解決。
- Selberg予想の部分的解決。その結果として離散群論と保型関数論に大きな貢献を齎した。
- 半単純Lie群と拡張の関連や、有界対称領域における数論的群の作用、GL(3)において初めてconverse theoremを示した。
- L関数における古典群の保型表現論、任意の大きな次元の双曲空間において非数論的格子の存在を示した。

## 略歴
- 1929年 - モスクワに生まれる
- 1954年 - モスクワ教育大学で学位を取得
- 1976年 - ソビエト連邦を出国、翌年テルアビブ大学とイェール大学の教授に就任。

## 受賞歴
- 1981年 - イスラエル政府よりイスラエル賞
- 1990年 - ウルフ財団よりウルフ賞数学部門 授賞理由は「複素等質空間、離散群論、表現論、保型形式における貢献」